# Marcel Fischer
Marcel Fischer (* 14. srpna 1978 Biel) je bývalý švýcarský sportovní šermíř, který se specializoval na šerm kordem. Švýcarsko reprezentoval na přelomu a v prvních letech nového tisíciletí. Na olympijských hrách startoval v roce 2000 v Sydney a 2004 v Athénách v soutěži jednotlivců. Při své druhé účasti na olympijských hrách v roce 2004 získal zlatou olympijskou medaili. Se švýcarským družstvem kordistů vybojoval v roce 2004 titul mistra Evropy.